# Albi di Morgan Lost & Dylan Dog
Albi del fumetto Morgan Lost & Dylan Dog pubblicati dal 2018 al 2020.
| Nr | Titolo                   | Data pubblicazione | Soggetto                                | Sceneggiatura       | Disegni        | Copertina           |
| -- | ------------------------ | ------------------ | --------------------------------------- | ------------------- | -------------- | ------------------- |
| 1  | Incubi e serial killer   | dicembre 2018      | Claudio Chiaverotti e Roberto Recchioni | Claudio Chiaverotti | Val Romeo      | Fabrizio De Tommaso |
| 2  | Londra in rosso e grigio | gennaio 2019       | Claudio Chiaverotti e Roberto Recchioni | Claudio Chiaverotti | Val Romeo      | Fabrizio De Tommaso |
| 3  | Il mietitore             | agosto 2019        | Claudio Chiaverotti e Roberto Recchioni | Claudio Chiaverotti | Andrea Fattori | Fabrizio De Tommaso |
| 4  | Il ritorno dell'oscurità | settembre 2019     | Claudio Chiaverotti e Roberto Recchioni | Claudio Chiaverotti | Andrea Fattori | Fabrizio De Tommaso |
| 5  | Mister Fear              | agosto 2020        | Claudio Chiaverotti                     | Claudio Chiaverotti | Max Bertolini  | Fabrizio De Tommaso |
| 6  | Per colpa dell'Inferno   | settembre 2020     | Claudio Chiaverotti                     | Claudio Chiaverotti | Max Bertolini  | Fabrizio De Tommaso |

## Incubi e serial killer
Morgan Lost si è trasferito da New Heliopolis a Londra da una dozzina di anni, si è sposato e ha abbandonato il lavoro di cacciatore di taglie. Nel frattempo Dylan Dog incontra casualmente il suo vecchio amore Bree Daniels e tra i due scoppia immediatamente una nuova passione. A seguito dell'uccisione della moglie, Morgan ritornerà alla sua vecchia professione deciso a vendicarsi dell'omicidio della donna, incontrando sulla sua strada l'indagatore dell'incubo.

## Londra in rosso e grigio
Dopo aver salvato Bree da una vecchia conoscenza di Dylan Dog, Morgan e l'indagatore dell'incubo riprendono l'indagine per scoprire chi si cela dietro il serial killer dei vampiri, ossia il killer che sta uccidendo le persone di spicco dell'alta società, responsabile inoltre dell'omicidio della moglie di Morgan. L'identità dell'uomo verrà infine svelata, scoprendo una incredibile verità.

## Il mietitore
Dopo aver scoperto che il serial killer dei vampiri è lo stesso Dylan Dog, Morgan Lost si mette sulle sue tracce assieme a Groucho, deciso a vendicare l'assassinio della moglie. Nel frattempo l'indagatore dell'incubo, impazzito dopo il suicidio di Bree, viene accolto dalla Morte stessa nella sua dimora, scappando poi con la sua caratteristica falce, sostituendosi di fatto ad essa.

## Il ritorno dell'oscurità
Morgan Lost riesce a sottrarre a Dylan Dog la falce della Morte che se ne reimpossessa subito ritornando al suo compito. A questo punto Dylan viene catturato e rinchiuso in manicomio, mentre Morgan Lost assume al suo posto il caso di una ragazza che dice di essere scappata da bambina dalle grinfie di Mana Cerace, che ora è tornato per ucciderla. Dopo aver risolto il caso, Morgan Lost prenderà a tutti gli effetti il posto di Dylan Dog, diventando il nuovo indagatore dell'incubo e mantenendo Groucho come suo assistente.

## Mister Fear
Mentre Dylan Dog è ancora rinchiuso nel manicomio di Harleck, Morgan Lost si mette sulle tracce di Mister Fear, un serial killer che sembra essere uscito direttamente dalle paure dei clienti di una psicologa che contatta il nuovo indagatore dell'incubo per scoprire la verità. Nel frattempo Groucho, pur continuando nella sua mansione di assistente, continua a sentire la mancanza del suo vecchio amico Dylan, il quale gli chiede di uccidere la psicologa, divenuta nel frattempo la nuova fiamma di Morgan, affinché tutto ritorni alla normalità.

## Per colpa dell'Inferno
Dyaln Dog si risveglia nei panni di Morgan Lost, all'interno dell'appartamento di New Heliopolis, mentre al contrario Morgan Lost si ritrova rinchiuso nel manicomio di Harlech nei panni di Dylan Dog. Il primo viene presto inseguito da un impiegato dell'Inferno burocratico mentre il secondo riesce a fuggire dal manicomio, cercando di capire cosa sia accaduto, come mai le vite dei due si siano scambiate e cosa è successo alla sua nuova fiamma, la psicologa da cui si è recato Groucho per ucciderla.